# Assens (Zuid-Denemarken)
Assens is een gemeente in de Deense regio Zuid-Denemarken (Syddanmark) op het eiland Funen. De gemeente telt 40.965 inwoners (2020). De plaats Assens telt ongeveer 6000 inwoners.
Na de herindeling van 2007 werden de volgende gemeentes bij Assens gevoegd: Glamsbjerg, Haarby, Tommerup, Vissenbjerg, Aarup.

## Plaatsen in de gemeente
| - Verninge - Grønnemose - Turup - Glamsbjerg - Assens - Tommerup Stationsby - Tommerup - Jordløse - Brylle - Ebberup | - Flemløse - Snave - Haarby - Aarup - Skalbjerg - Vissenbjerg - Ørsted - Sandager - Torø Huse - Nårup |

## Parochies in de gemeente
| - Årup - Assens - Bågø - Barløse - Broholm - Brylle - Dreslette - Flemløse - Gamtofte - Hårby | - Helnæs - Holevad - Jordløse - Kærum - Kerte - Køng - Ørsted - Orte - Rørup - Sandager | - Skydebjerg - Søby - Søllested - Sønderby - Turup - Vedtofte - Verninge - Tommerup - Vissenbjerg |

Aabenraa · Ærø · Assens · Billund · Esbjerg · Faaborg-Midtfyn · Fanø · Fredericia · Haderslev · Kerteminde · Kolding · Langeland · Middelfart · Nordfyn · Nyborg · Odense · Sønderborg · Svendborg · Tønder · Varde · Vejen · Vejle
- International Standard Name Identifier: 0000 0004 0378 893X
- MusicBrainz: 575752d0-1eb3-4f50-9eb8-fdc62e883f14